# Зайцівське газоконденсатне родовище
Зайцівське газоконденсатне родовище — одне з дрібних родовищ вуглеводнів у Луганській області.

## Опис
Відноситься до Північного борту нафтогазоносного району Східного нафтогазоносного регіону України.
Розташоване на території Райгородської та Ковалівської сільрад Сватівського району Луганської області.
Запаси газу оцінюються у 0,25 млрд.м3.